# Pájaro del trueno

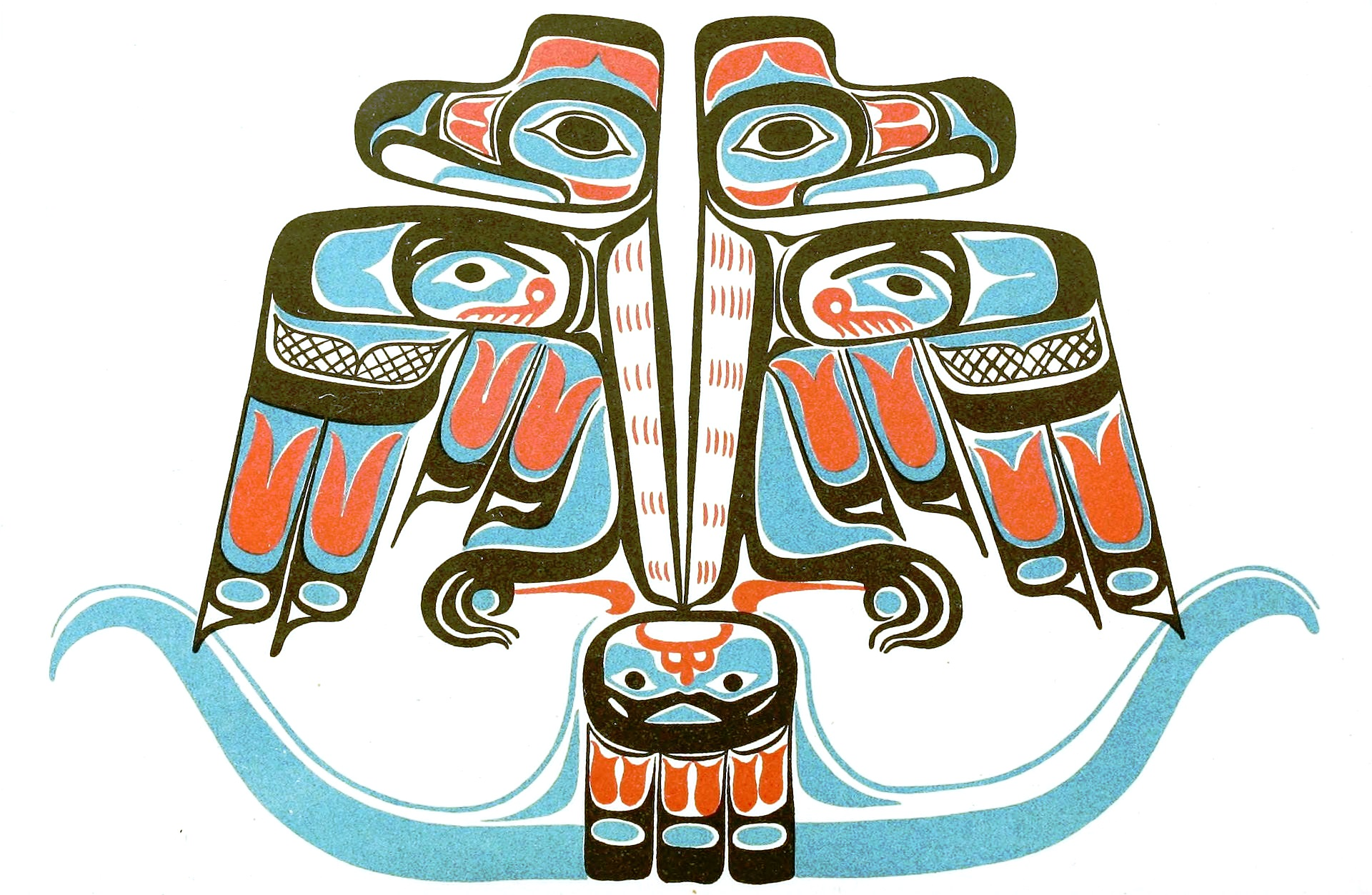
imagen del pueblo Haida

El pájaro del trueno o pájaro tonante es una criatura legendaria en la historia y cultura de ciertos pueblos indígenas de Norteamérica. Se considera un ser sobrenatural de mucho poder y fuerza. Es especialmente importante, y se representa con frecuencia, en el arte, canciones e historias orales de muchas culturas de la costa noroeste del Pacífico, pero también se encuentra en diversas formas entre algunos pueblos del suroeste de Estados Unidos, la costa este de los Estados Unidos, los Grandes Lagos y Grandes Llanuras.

## Leyendas, mitos y tradiciones

### Algonquino
En la mitología de los pueblos algonquinos, el pájaro de trueno controla el mundo superior mientras que el inframundo es controlado por la pantera subacuática o la gran serpiente cornuda. El pájaro de trueno arroja rayos a las criaturas submarinas y crea un trueno agitando sus alas.

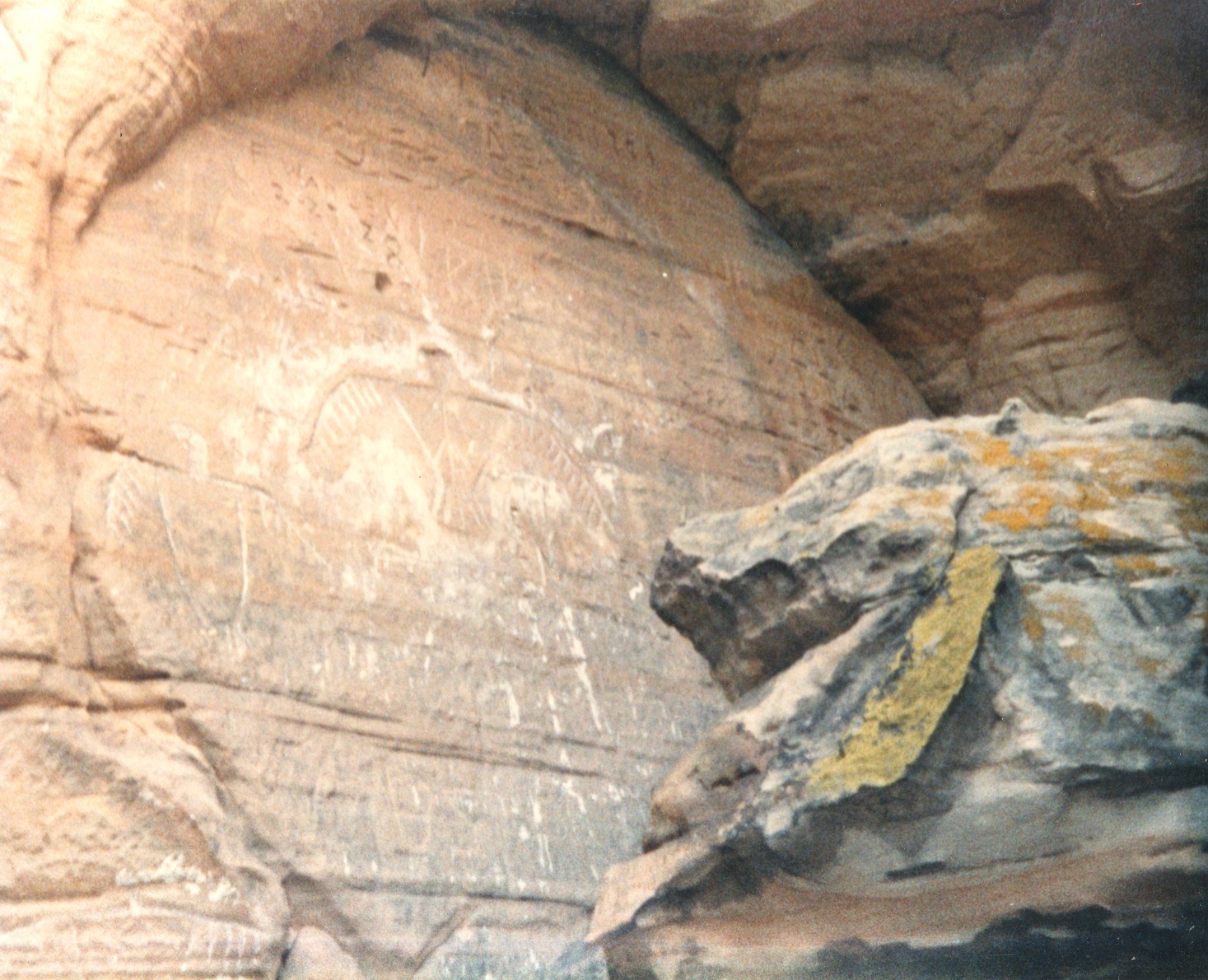
Pájaro del trueno dibujado en una cueva en Twin Bluff, condado de Juneau, por artistas prehistóricos

### Menomini
Los menomini del norte de Wisconsin hablan de una gran montaña que flota en el cielo occidental en el que habitan los pájaros del trueno. Controlan la lluvia y el granizo, y se deleitan en las luchas y las obras de grandeza. Son los enemigos de las grandes serpientes cornudas, el Misikinubik, y han evitado que estas invadan la tierra y devoren a la humanidad. Son mensajeros del mismísimo Gran Sol.

### Ojibwa
La versión ojibwa del mito afirma que los pájaros del trueno fueron creados por Nanabozho con el propósito de luchar contra los espíritus subacuáticos. También fueron utilizados para castigar a los humanos que rompieron las reglas morales. Los pájaros del trueno vivían en las cuatro direcciones y llegaron con las otras aves en la primavera. En el otoño emigraron al sur después del final de la temporada más peligrosa de los espíritus submarinos.

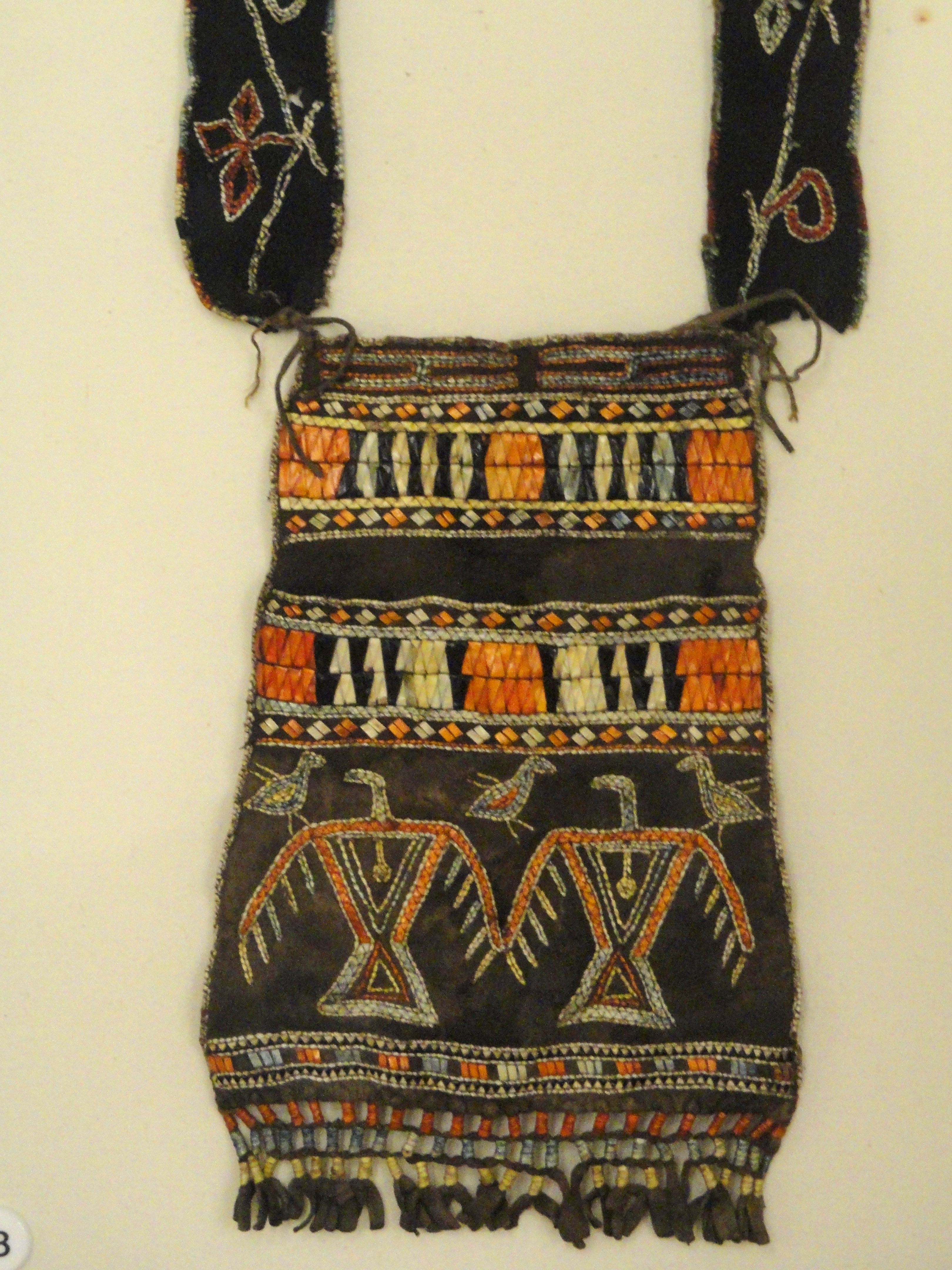
Poncho ojibwa representando dos pájaros del trueno, Museo Peabody de Arqueología y Etnología

### Winnebago
La tradición de los winnebago establece que el hombre que tenga una visión de un pájaro de trueno durante un ayuno solitario se convertirá en un jefe de guerra.

### El nacimiento mítico
Un cuento nativo americano cuenta que había una vez un halcón que era muy poderoso pero amable con quienes se acercaban a él. Las criaturas del trueno decidieron entonces darle una forma para llamarlas si lo necesitaba o quería. Le explicaron el ritual (dibujar un círculo, traer ofrendas, invitar a los animales, agradecer al Gran Espíritu) y realizar el canto necesario. Un día el halcón los invocó según el ritual y se volvió aún más poderoso. 
Tanto es así que se volvió también  más orgulloso, tanto que un día invitó a todos los animales a verlo invocar a las criaturas del trueno. Sin observar ningún ritual excepto el canto. Las criaturas llegaron de todos modos, pero antes de que el ritual pudiera completarse, el Gran Espíritu castigó al gran halcón. Así en lugar de utilizar los poderes de las criaturas del trueno, se convirtió en su sirviente. Siempre siguiéndolos dondequiera que vayan, a algunos se les aparece como una formación de nubes, a veces como una lengua de fuego y sólo aquellos con muy buena vista se les aparece como lo que es, el "pájaro del trueno"..

## Eponimia
- La representación pictórica del pájaro trueno sirvió de inspiración para el logotipo de Mozilla Thunderbird, siendo Thunderbird el nombre en inglés del pájaro trueno.
- La empresa automovilística Ford aprovechó al máximo el mito de los nativos americanos al bautizar como Ford Thunderbird a un potente y llamativo coche deportivo americano.